# Common Desktop Environment
Common Desktop Environment (CDE) е десктоп среда за Unix и OpenVMS, базирана на инструментариума Motif. Тя е част от продуктовия стандарт за работната станция UNIX 98 (Single UNIX Specification), и дълго време е „класическия“ Unix десктоп, асоцииран с комерсиалните Unix работни станции.
След като много дълго време е платен софтуер, CDE е пуснат като свободен на 6 август 2012, под LGPL, намален общ публичен лиценз на ГНУ, версия 2 или следваща. След пускането му като свободен софтуер, CDE е портнат към Linux и BSD деривати.